# Leucocroton discolor
Leucocroton discolor är en törelväxtart som beskrevs av Ignatz Urban. Leucocroton discolor ingår i släktet Leucocroton och familjen törelväxter. Inga underarter finns listade i Catalogue of Life.